# 愛心聖誕大行動
愛心聖誕大行動（英語：Operation Santa Claus）「愛心聖誕大行動」由南華早報 （页面存档备份，存于）及香港電台 （页面存档备份，存于）合辦，旨在扶助香港弱勢社群，與大眾攜手服務社區。自1988年舉辦以來，一共籌得逾港幣3.33億元，資助超過320個慈善項目，為有需要人士帶來希望。
每逢聖誕節，「愛心聖誕大行動」扶助數千名香港弱勢社群，讓他們夢想成真。過去33年，「愛心聖誕大行動」共籌得逾3.33億港元，資助320間慈善機構，為成千上萬有需要的人士燃點希望，改善生活。

理念願景
借助本港兩大傳媒的力量，推動社會各界共襄善舉，傳揚聖誕真義，扶助貧困及弱勢人士。

活動主辦機構
- 南華早報（SCMP）
- 香港電台（RTHK）

獨立慈善顧問
- 香港社會服務聯會

受惠機構甄選委員會（由以下機構的代表組成）︰
- 南華早報
- 香港電台第三台
- 愛心聖誕大行動秘書處
- 愛心聖誕大行動主要捐款者
- 香港社會服務聯會

## 2020受惠項目
我們的工作
「愛心聖誕大行動」資助本地慈善機構推行扶助貧困弱小的社區項目，為有需要人士締造更好的生活。今年，我們挑選18間受惠機構，涵蓋6個不同範疇，包括：
- 社區項目

為弱勢人士，包括少數族裔、長者和低收入家庭，提供教育、社區援助和加強社區參與。
- 長者服務

為長者清潔工或拾荒者建立互助小組；並為長者提供情緒支援輔導服務。
- 有生理或心理疾病人士服務

通過各種支援、技能培訓和群體互動，幫助有生理或心理疾病人士及其照顧者提升身心健康與生活質素。
- 可持續發展 / 環境

提供技術維修培訓和工作機會予基層婦女和待業人士，讓他們各展所長；並透過維修單車和回收單車零件，推廣可持續發展。
- 醫療

向患有先天性心臟病的兒童及其家屬提供經濟、心理及資訊支援和協助，包括基因檢測和家族篩查；並提高市民大眾對先天性心臟病的認識。
- 兒童和青少年服務

通過全方位教育、協助家庭成長和促進身心發展，為弱勢學生提供平等的學習機會；並創建一個可持續發展且多元化的社區。

## 2020受惠機構名單
社區項目
- 心靈雞湯慈善基金會
- 同路舍
- Integrated Brilliant Education
- 愛連心基金
- 恩橡基金會
- 融幼社
- 小彬紀念基金會

老人服務 
- 黑暗中對話(香港)基金會
- 香港婦女勞工協會

生理或心理疾病人士服務項目
- 香港聾人子女協會
- 可愛忠實之家
- Love 21 Foundation
- YAMA 基金會

可持續發展 / 環境
- 啓愛共融基金

醫療
- 兒童心臟基金會

兒童和青少年服務項目
- 語橋社資
- 良師香港
- 香港樂童行

## 過往慈善活動
在2015年，其中一間受惠機構「龍耳」，該機構為聾人及其家人提供不同類型的綜合社會服務、醫學介入，並為他們舉辦親子工作坊以克服聾人及弱聽人士所帶來的溝通問題，一同建構共融社會。
摩根士丹利是「愛心聖誕大行動」的支持機構之一。在2015年12月舉辦籌款活動，由超過七十名高層組成的「摩根士丹利董事合唱團」，在香港地區總部環球貿易廣場唱聖誕歌，並有香港保護兒童協會一群小朋友伴唱，而這次籌款受惠機構、協助聾人及弱聽人士的「龍耳」，亦派出代表用手語伴唱。

## 外部連結
- 「愛心聖誕大行動」官方網頁 （页面存档备份，存于）
- 「愛心聖誕大行動」Facebook專頁 （页面存档备份，存于）